# ギャヴィン・メンジーズ
ギャヴィン・メンジーズ（Rowan Gavin Paton Menzies、1937年8月14日 - ) は、イギリスの作家、元英国海軍少佐。コロンブスによる到達以前に中国人がアメリカ大陸に到達したと論じる一連の著書で知られているが、歴史学者はメンジーズの見解と主張を退けており、その作品を偽史に分類している。
2002年に刊行した最初の作品 1421: The Year China Discovered the World （日本語訳題『1421：中国が新大陸を発見した年』）は多くの議論を呼び、彼の代表作となっている。中国（明）の鄭和の艦隊が、ヨーロッパの探検家クリストファー・コロンブスが1492年に到達するより以前にアメリカ大陸に到達したとするもので、またフェルディナンド・マゼランの遠征に1世紀先だって地球周航を成し遂げたと主張した。第二作 1434: The Year a Magnificent Chinese Fleet Sailed to Italy and Ignited the Renaissance では、その仮説をヨーロッパ大陸に拡大した。第三作 The Lost Empire of Atlantis では、ミノア文明の形でアトランティスが実在していたことを論じ、それは大航海時代に数千年先立ち、アメリカからインドに至るグローバルな海上帝国を維持していたと主張した。

## 経歴
メンジーズは1937年、ロンドンで生まれた。彼が生後3週間のときに、彼の一家は中国へ移住した。その後彼は、イプスウィッチの Orwell Park Secondary School を経て、チャーターハウス校で学ぶ。
1953年、英国海軍入隊。1959年から1970年にかけて潜水艦で任務に就いた。メンジーズによれば、1968年から1970年にかけ、ポーパス級潜水艦 HMS Rorqual の艦長 (commanding officer) としてフェルディナンド・マゼランやジェームズ・クックの航路をたどったという。ただし、彼の主張する経歴について、批判者の一部は疑いを示している。
メンジーズによれば、1959年には軽巡洋艦ニューファンドランドに士官として乗り組んでおり、シンガポールから喜望峰を回り、カーボベルデ諸島を経由してイングランドに戻った。この時に得た、風や海流、海の状態に関する知識が、第一作における“1421年の鄭和艦隊の航海の再現”に不可欠であったという。批判者からは、メンジーズの航海に関する知識の深さに疑義が呈されている。1969年にメンジーズは、フィリピンで事故の当事者となった。 Rorqual が、桟橋に停泊していた米海軍の掃海艇 USS Endurance に衝突したのである。Endurance には穴が開いたが、Rorqual は損傷を受けなかった。その後の審問で、舵手（Coxswain. 通常、港において舵をとる）が経験の少ない乗組員に交替され不在であったことや、電信に生じた技術的な問題など、事故につながる一連の要因には、メンジーズと彼の部下の一人に責任があるとされた。
翌1970年に海軍を引退したメンジーズは、同年の総選挙にウルヴァーハンプトン南西選挙区 (en) から無所属候補として出馬した。この選挙区からはイーノック・パウエル（保守党の政治家で、移民排斥の主張で知られた）が立候補しており、メンジーズは英国への移民を制限なく認めるべきと主張したが、得票率は0.2%に終わって落選した。1990年、中国海事史の研究を開始。しかし、彼は学術的な訓練も受けておらず中国語能力もないため、批判者たちはメンジーズが自らの仮説に関連する原史料を調査していないと批判している。メンジーズは法廷弁護士（バリスター）としての訓練を受けているが、1996年に英国裁判所局 (Her Majesty's Courts Service) から濫訴を行う者として公表されており、イングランドとウェールズにおいて許可なしでの法務活動が禁止された。メンジーズは、中国の雲南大学から名誉教授の称号を受けている。

## 1421：中国が新大陸を発見した年
2002年、メンジーズは最初の本、『1421：中国が新大陸を発見した年』1421: The Year China Discovered the World を出版した（アメリカ合衆国では 1421: The Year China Discovered America の題名で刊行された）。この本は、彼が主張する「1421年仮説」（1421 hypothesis）を立証するための軽い作品 (vignette)　のシリーズの一冊として、非公式的に書かれたものであり、さまざまな推測をちりばめながら鄭和艦隊の到達点を描いたものである。メンジーズは本の冒頭で、以下のような問いを発している。すなわち、ヨーロッパで出版された初期の世界地図には、ヨーロッパ人に知られていなかったであろう地域が測量され、また海図に描かれて示されている、これらの土地を測量したのはだれか、ひいてはこれらの土地を「発見した」のは誰であったろうか？（大意）という問いである。メンジーズは、このような遠征をおこなうための時間、資金、人材、指導力を有したのは中国のみであり、中国にもヨーロッパにも知られていなかった土地に到達したのは中国人であると言うことができると述べている。
メンジーズの主張によれば、1421年から1423年にかけて、中国・明王朝の永楽帝のもと、鄭和が率い、周鼎・周満・楊真・洪保を副官とした艦隊は、オーストラリア大陸・ニュージーランド・アメリカ大陸・南極大陸・北東航路を発見し、グリーンランドを一周、南極点及び北極点への到達を試み、マゼランよりも以前に世界周航を成し遂げたという。この書籍はさまざまな言語に翻訳されて世界各国で刊行され、ニューヨーク・タイムズ紙では2003年の数週間にわたってベストセラーとして名が挙がった。この書籍は多数の脚注・参考文献・謝辞を含んでいるが、批判者は、（「鄭和の南海遠征」の限界点として歴史家が指摘する）東アフリカから先に進んだことについて根拠となる史料が欠如していることを批判された。メンジーズは、彼の仮説を支えるために、マイノリティー集団のDNAや、考古学的な発見、古代の地図に関する学術研究を独自に解釈し、推論を行っている。
メンジーズは、鄭和が発見した知識がその後失われたことについて、さらなる航海を進めるための費用が中国経済に及ぼす影響を明朝の官僚たちが恐れたためと述べている。1424年に永楽帝が没し、新たに即位した洪熙帝が鄭和に遠征を禁じた際、官僚たちは航海を阻止するために、過去の探検の記録を隠蔽し破棄したのだという。国際鄭和協会 (International Zheng He Society) 会長の陳達生 (Tan Ta Sen、マレーシア・マラッカの鄭和文化館館長) は、この本に一般の読者が感じるであろう魅力 (popular appeal) を認めつつ、その学術的欠点を指摘している。
The book is very interesting, but you still need more evidence. We don't regard it as an historical book, but as a narrative one. I want to see more proof. But at least Menzies has started something, and people could find more evidence.
（この本は非常に興味深いが、もっと根拠が必要だ。われわれはこれを歴史研究書ではなく、物語と考えている。さらなる論証が見たい。少なくともメンジーズはなにかに取り組みはじめているわけで、さらなる根拠が示されるだろう）

学界において、この本（およびメンジーズの「1421年仮説」）は、中国学研究者および専門の歴史学者に拒絶された。2004年、歴史学者の Robert Finlay は、Journal of World Historyにおいてメンジーズを「史料の乱暴な扱い方」によって「一片の証拠もない」仮説を導いたと厳しく批判した。Finlay は以下のように述べる。
Unfortunately, this reckless manner of dealing with evidence is typical of 1421, vitiating all its extraordinary claims: the voyages it describes never took place, Chinese information never reached Prince Henry and Columbus, and there is no evidence of the Ming fleets in newly discovered lands. The fundamental assumption of the book—that the Yongle Emperor dispatched the Ming fleets because he had a "grand plan", a vision of charting the world and creating a maritime empire spanning the oceans—is simply asserted by Menzies without a shred of proof ... The reasoning of 1421 is inexorably circular, its evidence spurious, its research derisory, its borrowings unacknowledged, its citations slipshod, and its assertions preposterous ... Examination of the book's central claims reveals they are uniformly without substance.

（不幸なことに、こうした史料の乱暴な扱い方は、『1421』の特徴を示すものであり、その特異な主張を無意味なものにする。この本で描かれたような航海はなされておらず、中国からの情報はエンリケ航海王子にもコロンブスにも伝わっていない。明の艦隊が新しい土地を発見したということには根拠がない。この本の「永楽帝が艦隊を送り出したのは、世界の海図をつくり、海洋にまたがる海上帝国を建設するという「壮大な計画」を持っていたからである」という根本的な思い込みは、メンジーズによって一片の証拠もなく断言されているだけのことである。……『1421』の推論は否応なく循環し、根拠は誤っており、研究はごくわずかで、借用した言葉は認められるものでなく、引用は手抜きであり、主張は不合理である。……この本の中心的な主張を検討すれば、一様に実態はないことが明らかになる）

学者と航海者のグループ（米国の Su Ming Yang、ポルトガルの Jin Guo-Ping と Malhão Pereira、マレーシアの Philip Rivers、シンガポールの Geoff Wade）は、メンジーズの方法に疑義を呈し、連名で以下のようなメッセージを発している。
His book 1421: The Year China Discovered the World, is a work of sheer fiction presented as revisionist history. Not a single document or artifact has been found to support his new claims on the supposed Ming naval expeditions beyond Africa...Menzies' numerous claims and the hundreds of pieces of "evidence" he has assembled have been thoroughly and entirely discredited by historians, maritime experts and oceanographers from China, the U.S., Europe and elsewhere.

（彼の著書『1421：中国が新大陸を発見した年』は、修正主義的な歴史として示された、まったくのフィクション作品である。明の遠征隊がアフリカを越えたという彼の新しい主張を裏付けるような文献や遺物は一つも見つかっていない。メンジーズのたくさんの主張や、彼が提示した数百に及ぶ「証拠」は、中国・米国・ヨーロッパあるいはそれ以外の歴史学者・海事専門家・海洋学者によって徹底的に・全面的に疑われている）

## 2冊目の著書
2008年、メンジーズは2冊目の著作として1434: The Year a Magnificent Chinese Fleet Sailed to Italy and Ignited the Renaissance（1434：中国の大艦隊がイタリアに向かい、ルネサンスに火をつけた年）を刊行した。
この本でメンジーズは、1434年に中国の使節がイタリアに達して書籍や地球儀をもたらし、このことがルネサンスに大きな影響を及ぼしたと主張している。彼の主張によれば、パオロ・ダル・ポッツォ・トスカネッリによって1474年に書かれ、コロンブスの私文書の中で見つかった手紙は、中国の外交官とローマ教皇エウゲニウス4世が直接の交渉を持っていたことを示しているという。メンジーズはまた、元代の士大夫王禎が1313年に発表した農業書『農書』に付された図像は、ヨーロッパの学者によって写され、イタリア・ルネサンスの博物学者マリアーノ・タッコラ（1382-1453）やレオナルド・ダ・ヴィンチ（1452-1519）に帰されている機械装置の図版に直接的なインスピレーションを提供したと主張している。
コロンブスの私文書が中国大使と教皇の往復書簡の証拠であるというメンジーズの主張を検討した歴史学者フェリペ・フェルナンデス＝アルメスト（米国タフツ大学および英国ロンドン大学クイーン・メアリー校教授）は、この主張を「たわごと (drivel)」と断じており、「信頼できる学者で、トスカネリの手紙が中国の使節に言及しているという説を支持する者はいない」と述べている。オックスフォード大学の美術史の教授であるマーティン・ケンプ (Martin Kemp (art historian)) は、メンジーズが歴史学の方法を応用する際の厳密さや、ヨーロッパの図像は中国の『農書』による模写という見方に疑問を呈しており、“メンジーズは、二つの図がよく似ている時に「これはコピーである」といい、そうでない時にも「ほとんど一致する」と書く”（大意）と述べている
タッコラのスケッチが中国の情報に基づいているとのメンジーズの説について Captain P.J. Rivers は、メンジーズが本の別の場所でタッコラが（鄭和の艦隊はまだ中国にいるはずの）1431年にスケッチをはじめたと書いていることと矛盾を起こしていると指摘している。イタリアの技術者は1433年（中国艦隊が到着したとメンジーズが主張する年の一年前）に描き終わったことになる。シンガポール国立大学アジア研究所（Asia Research Institute）上席研究員の Geoff Wade は, ヨーロッパと中国の間で技術的な知識の交換がなされたことは確かであるが、メンジーズの本は結局のところ歴史小説 (Historical fiction) に類するものであり、1434年にイタリアに向けての冒険航海があったということを証明する中国側史料がまったくないと断じている。
Albrecht Heeffer は、ドイツの天文学者・数学者レギオモンタヌス（1436年 – 1476年）が、1247年に著された中国の数学書『数書九章』に記された中国の剰余定理を利用して問題を解決したとするメンジーズの説を検討した。Heffer は、レギオモンタヌスが用いた手法は『数書九章』によるものではなく、それよりも古い『孫子算経』の方法であること、そしてそれは『数書九章』よりも遡るレオナルド・フィボナッチ（1170年頃 - 1250年頃）による解決方法と同様であるということを明らかにした。いずれにせよ、レギオモンタヌスは、伝統的なアバカス（そろばん）の技法から剰余の表についての訓練を行ったと結論付けている

## 著作
- 1421: The Year China Discovered the World（2002年）
  - 松本剛史訳 『1421：中国が新大陸を発見した年』（ソニー・マガジンズ、2003年）
- 1434: The Year a Magnificent Chinese Fleet Sailed to Italy and Ignited the Renaissance（2008年）
- The Lost Empire of Atlantis: History's Greatest Mystery Revealed（2011年）
- Who Discovered America?: The Untold Story of the Peopling of the Americas（2013年）

## 参照
1. ↑  “Contemporary Authors: Gavin Menzies”.   Highbeam Research (2006年). 2012年11月5日時点のオリジナルよりアーカイブ。2011年3月24日閲覧。
2. 1 2 3 4  Castle, Tim (2008年7月29日). “Columbus debunker sets sights on Leonardo da Vinci”. Reuters. Reuters (London, UK).  オリジナルの2011年1月27日時点におけるアーカイブ。 2011年1月26日閲覧。
3. ↑   The 1421 myth exposed,  オリジナルの2007年3月28日時点におけるアーカイブ。 2007年3月22日閲覧。
4. ↑   Zheng He in the Americas and Other Unlikely Tales of Exploration and Discovery,  オリジナルの2007年3月17日時点におけるアーカイブ。 2007年3月22日閲覧。
5. ↑   1421: The Year China Discovered the World by Gavin Menzies,  オリジナルの2003年7月5日時点におけるアーカイブ。 2007年3月22日閲覧。
6. 1 2 3  Finlay 2004
7. ↑  Goodman, David S. G. (2006): "Mao and The Da Vinci Code: Conspiracy, Narrative and History", The Pacific Review, Vol. 19, No. 3, pp. 359–384 (367–372)
8. ↑  Fritze, Ronald H. (2011). Invented Knowledge: False History, Fake Science and Pseudo-religions (Reprint ed.). Reaktion Books. pp. 12, 19. ISBN 978-1861898173
9. ↑  Melleuish, Greg; Sheiko, Konstantin; Brown, Stephen (1 November 2009). “Pseudo History/Weird History: Nationalism and the Internet”. History Compass (Wiley) 7 (6):  1484–1495. doi:10.1111/j.1478-0542.2009.00649.x 2013年10月10日閲覧。.
10. ↑  Henige, David (July 2008). “The Alchemy of Turning Fiction into Truth”. Journal of Scholarly Publishing 39 (4):  354–372. doi:10.3138/jsp.39.4.354 2013年10月10日閲覧。.
11. 1 2   Interview with Gavin Menzies, Australian Broadcasting Corporation,  オリジナルの2012年6月6日時点におけるアーカイブ。 2007年3月22日閲覧。
12. ↑  "The Times Guide to the House of Commons, 1970", Times Newspapers Ltd, 1970, p. 231.
13. ↑  “Naval Officers (RN, RNR & RNVR) 20th Century (non-World War II)”. unithistories.com (2011年). 2011年6月23日閲覧。 “1968-1970, Commanding Officer, HMS Rorqual”
14. ↑   Challenges to Menzies' nautical experience,  オリジナルの2007年6月10日時点におけるアーカイブ。 2007年3月22日閲覧。; see particularly note five of the Appendix.
15. ↑  Gavin Menzies, 1421: The Year China Discovered America (2008 ed.), p. 113
16. ↑   Challenges to Menzies' nautical experience,  オリジナルの2007年6月10日時点におけるアーカイブ。 2007年3月22日閲覧。; see Appendix.
17. ↑   Enquiry regarding the collision of the USS Endurance and Rorqual,  オリジナルの2006年6月19日時点におけるアーカイブ。 2007年3月22日閲覧。
18. ↑  Peter Evans (5 June 1970). "Immigrant girl will vote in despair—Powellism". News. The Times (英語). No. 57888. London. col C, p. 9.
19. ↑  Gavin Menzies, When the East Discovered the West アーカイブ 2012年3月20日 - ウェイバックマシン 11 May 2007; retrieved 22 March 2011.
20. ↑  Gavin Menzies: Mad as a Snake or a Visionary? 1 Aug. 2008; retrieved 22 March 2011.
21. ↑  Did the Chinese Discover America? 29 Dec. 2008; retrieved 22 Mar. 2011.
22. ↑  Ptak, Roderich; Salmon, Claudine (2005), “Zheng He: Geschichte und Fiktion”, in Ptak, Roderich; Höllmann, Thomas O., Zheng He. Images & Perceptions, South China and Maritime Asia, 15, Wiesbaden: Harrassowitz Verlag, pp. 9–35 (12)
23. 1 2  Naval Historian Gavin Menzies' Unique Take on History アーカイブ 2011年6月15日 - ウェイバックマシン, 13 Apr. 2011, retrieved 25 May 2011.
24. ↑  Goodman, David S. G. (2006), “Mao and The Da Vinci Code: Conspiracy, Narrative and History”, The Pacific Review 19 (3):  359–384 (371f.), doi:10.1080/09512740600875135 2011年3月14日閲覧。.
25. ↑  http://www.justice.gov.uk/guidance/courts-and-tribunals/courts/vexatious-litigants/index.htm UK Justice list of vexatious litigants
26. ↑  Hitt, Jack (2003年1月5日). “Goodbye, Columbus! - NYTimes.com”. The New York Times. ISSN 0362-4331 2011年3月12日閲覧. "rights"
27. ↑  “BEST SELLERS: January 26, 2003 - Page 2”. The New York Times. (2003年1月26日). ISSN 0362-4331 2011年3月12日閲覧。
28. 1 2 3  Gui-Ping, J; Pereira, M; Rivers PJ; Ming-Yang S; Wade G (2006年). “Joint Statement on the Claims by Gavin Menzies Regarding the Zheng He Voyages”.   1421exposed.com. 2007年6月10日時点のオリジナルよりアーカイブ。2009年10月10日閲覧。
29. ↑  Kolesnikov-Jessop, Sonia (25 June 2005), “Did Chinese beat out Columbus?”, The New York Times 2010年6月8日閲覧。.
30. ↑  “The 1421 myth exposed”.   1421exposed.com. 2007年3月28日時点のオリジナルよりアーカイブ。2009年10月2日閲覧。
31. ↑  Newbrook, M (2004), “Zheng He in the Americas and Other Unlikely Tales of Exploration and Discovery”, Skeptical Briefs 14 (3) 2009年10月10日閲覧。.
32. ↑  Gordon, P (2003年1月30日). “1421: The Year China Discovered the World”.   The Asian Review of Books. 2003年7月5日時点のオリジナルよりアーカイブ。2009年10月9日閲覧。
33. ↑  Finlay 2004, pp. 241f.
34. ↑  The 1421 myth exposed: 1434 - No Way - No Canal, retrieved 13 June 2012.
35. ↑  Heeffer, Albrecht (2008). “Regiomontanus and Chinese Mathematics”. Philosophica 82:  87–114.  オリジナルの2009年12月17日時点におけるアーカイブ。.